# Valdaracete
Valdaracete község Spanyolországban, Madrid tartományban. Valdaracete Almoguera, Brea de Tajo, Estremera, Fuentidueña de Tajo, Villarejo de Salvanés, Tielmes és Carabaña községekkel határos. Lakosainak száma 645 fő (2024).

## Népesség
A település népessége az utóbbi években az alábbiak szerint változott:
| Lakosok száma | 604  | 621  | 594  | 692  | 665  | 646  | 643  | 609  | 627  | 645  |
|               | 2001 | 2004 | 2007 | 2009 | 2012 | 2014 | 2017 | 2019 | 2022 | 2024 |